# Adam Niedzielski
Adam Wojciech Niedzielski (phát âm tiếng Ba Lan: [ˈa.dam ɲɛˈd͡ʑɛ.lskʲi]; sinh ngày 19 tháng 11 năm 1973) là nhà kinh tế học người Ba Lan. Ông từng là Chủ tịch Quỹ Y tế Quốc gia và hiện tại ông là Bộ trưởng Bộ Y tế Ba Lan.

## Con đường học vấn
Adam Niedzielski tốt nghiệp Khoa Kinh tế và Khoa Phương pháp Định lượng và Hệ thống Thông tin tại Trường Kinh tế Warszawa. Năm 2003, ông được trao bằng tiến sĩ khoa học kinh tế tại Viện Kinh tế của Viện Hàn lâm Khoa học Ba Lan.

## Sự nghiệp
Adam Niedzielski bắt đầu làm việc tại Cục Phân tích và Chính trị Tài chính thuộc Bộ Tài chính. Từ năm 1996 đến 1998, ông tham gia vào phân tích kinh tế vĩ mô. Từ năm 1998 đến năm 2004, ông làm việc tại Viện Kinh tế Thị trường. Từ năm 1999 đến năm 2007, ông làm việc tại Trường Cao đẳng Thương mại và Tài chính Quốc tế. Từ năm 2002 đến năm 2007, ông là cố vấn kinh tế cho Văn phòng Kiểm toán Tối cao. Từ năm 2007 đến năm 2013, ông là Vụ trưởng Vụ Tài chính và Vụ Bảo hiểm Xã hội, và từ năm 2013 đến năm 2016, ông là Vụ trưởng Vụ Chiến lược và Phi Điều tiết hóa của Bộ Tư pháp. Tháng 2 năm 2016, ông là Cố vấn cho Chủ tịch Bảo hiểm Xã hội. Ông giữ chức vụ Tổng Giám đốc Bộ Tài chính từ tháng 11 năm 2016. Năm 2018, Bộ trưởng Bộ Y tế Łukasz Szumowski bổ nhiệm ông làm phó chủ tịch Quỹ Y tế Quốc gia. Năm 2019, ông trở thành Chủ tịch Quỹ Y tế Quốc gia.
Ngày 18 tháng 8 năm 2020, Łukasz Szumowski thôi chức Bộ trưởng Bộ Y tế. Hai ngày sau, Thủ tướng Ba Lan Mateusz Morawiecki thông báo rằng Adam Niedzielski sẽ thay thế Szumowski làm bộ trưởng.  Ngày 26 tháng 8 năm 2020, ông được bổ nhiệm vào văn phòng của Tổng thống Ba Lan Andrzej Duda.